# Esplugabous oriental
L'esplugabous oriental (Ardea coromanda; syn: Bubulcus coromandus) és el nom científic d'un ocell de la família dels ardèids (Ardeidae), classificat sovint com a subespècie de Bubulcus ibis. Habita des del Pakistan cap a l'est, a l'Índia, el Nepal, sud i est de la Xina, Corea, Japó, Indonèsia, Filipines, sud de Nova Guinea, Austràlia, Nova Zelanda i Nova Caledònia.

## Taxonomia
L'esplugabous oriental estava anteriorment ubicat al gènere Bubulcus. Tanmateix, els dos membres d'aquest gènere foren traslladats a Ardea basant-se en els resultats d'un estudi filogenètic molecular publicat el 2023, que trobà que estaven estretament emparentats amb els membres d'Ardea.